# 姜智榮
姜智榮（韓語：강지영，1989年4月11日—），是韓國前JTBC新聞主播。現為YouTuber、節目主持人。具備美國註冊會計師資格。畢業於美國印第安納大學財務學系。

## 小傳
2011年透過 MBC播音員招募節目《우리들의 일밤 – 신입사원》出道後，同年以特別聘用形式加入 JTBC 擔任主播與節目主持，歷經14年後，2025年4月11日正式離開JTBC，轉為自由接案記者／主持人。
2024年3月，姜智榮以JTBC節目記者身分，專訪為宣傳電影金手指的香港演員劉德華與梁朝偉。
2024年以作家身份出版散文集《有時真摯也會令人感到痛苦》（때로는 간절함조차 아플 때가 있었다），書中記錄她作為主播職涯中面對孤獨與自我懷疑的心路歷程，獲得JTBC社長孫石熙推薦。
2025年參與Netflix實境節目《魔鬼的計謀2》，因在節目中展現出色的洞察力和流露真摯的情感引起觀眾關注。

## 媒體與節目出演

### 電視節目
- 2025年：《魔鬼的計謀2》（Netflix）－參賽者[7]
- 2025年：MBC娛樂節目《Radio Star》嘉賓[8]
- 2024年：韓國綜藝節目《劉QUIZ ON THE BLOCK》第232集專訪嘉賓
- 2024年：韓國旅行綜藝節目《極限旅行extreme tour（朝鲜语：극한투어）》第一季，第5、6、7集嘉賓[9]
- 2019年：韓國綜藝節目《認識的哥哥》第186集嘉賓[10]
- 2011年：開始在韓國JTBC擔任主播[11]
- 2011年：韓國MBC招募播音員節目《播音員公開錄用 新入社員（朝鲜语：신입사원 (텔레비전 프로그램)）》

### YouTube 頻道
- 2024年：YouTube頻道《學習天才洪真慶》（韓語：공부왕찐천재）嘉賓[12]
- 2023年：鄭在炯的YouTube頻道專訪嘉賓[13]
- 2020年：開始經營個人YouTube頻道「the bnw」
- 2019年：開始在「Hey News」的YouTube頻道「StudioHey」（韓語：스튜디오헤이）擔任主持工作[14]

### 雜誌專訪
- 2025年《GQ Korea》7月號-專訪及形象照[15]
- 2024年《COSMOPOLITAN Korea》10月號-演講者 [16]
- 2024年《Woman Sense (우먼센스)》9月號-專訪及擔任封面模特兒[17]
- 2024年《COSMOPOLITAN Korea》3月號-專訪及形象照[18]
- 2017年《ELLE Korea》5月號-採訪及形象照[19]

### 廣告與代言
- 2024年，姜智榮擔任韓國公司「옵투스제약（朝鲜语：옵투스제약）(Optus Pharmaceutical Co., Ltd.)」眼藥水產品的廣告代言人[20]。

### 出版作品
- 2024年：以作家身份出版散文集《때로는 간절함조차 아플 때가 있었다》（出版社／ISBN 9791193128909）

## 獎項
- 2019年韓國播音員協會電視文化播音員大獎

。

## 外部連結
- 姜智榮的Instagram帳戶
- YouTube上的姜智榮頻道
- YouTube上的스튜디오헤이 StudioHey頻道
- 姜智榮的NAVER 記者專頁（韓文）